# Wisborough Green
Wisborough Green är en ort och civil parish i Storbritannien.   Den ligger i grevskapet West Sussex och riksdelen England, i den södra delen av landet, 60 km söder om huvudstaden London. Wisborough Green ligger 28 meter över havet och antalet invånare är 1 360.
Terrängen runt Wisborough Green är platt. Runt Wisborough Green är det ganska tätbefolkat, med 239 invånare per kvadratkilometer. Närmaste större samhälle är Horsham, 13,2 km öster om Wisborough Green. Trakten runt Wisborough Green består till största delen av jordbruksmark.